# 奥伊沙伊德
奥伊沙伊德是德国莱茵兰-普法尔茨州的一个市镇。总面积3.69平方公里，总人口148人，其中男性90人，女性58人（2011年12月31日），人口密度40人/平方公里。